# مكتبات كيبك

دوائر كيبك

شبكة مكتبات مدينة كيبك تتألف من خمسة وعشرين مكتبة في ثمانية أحياء من المدينة. مكتبة غابرييل روي هي المكتبة الرئيسية في الشبكة.

## دائرة المحافظة

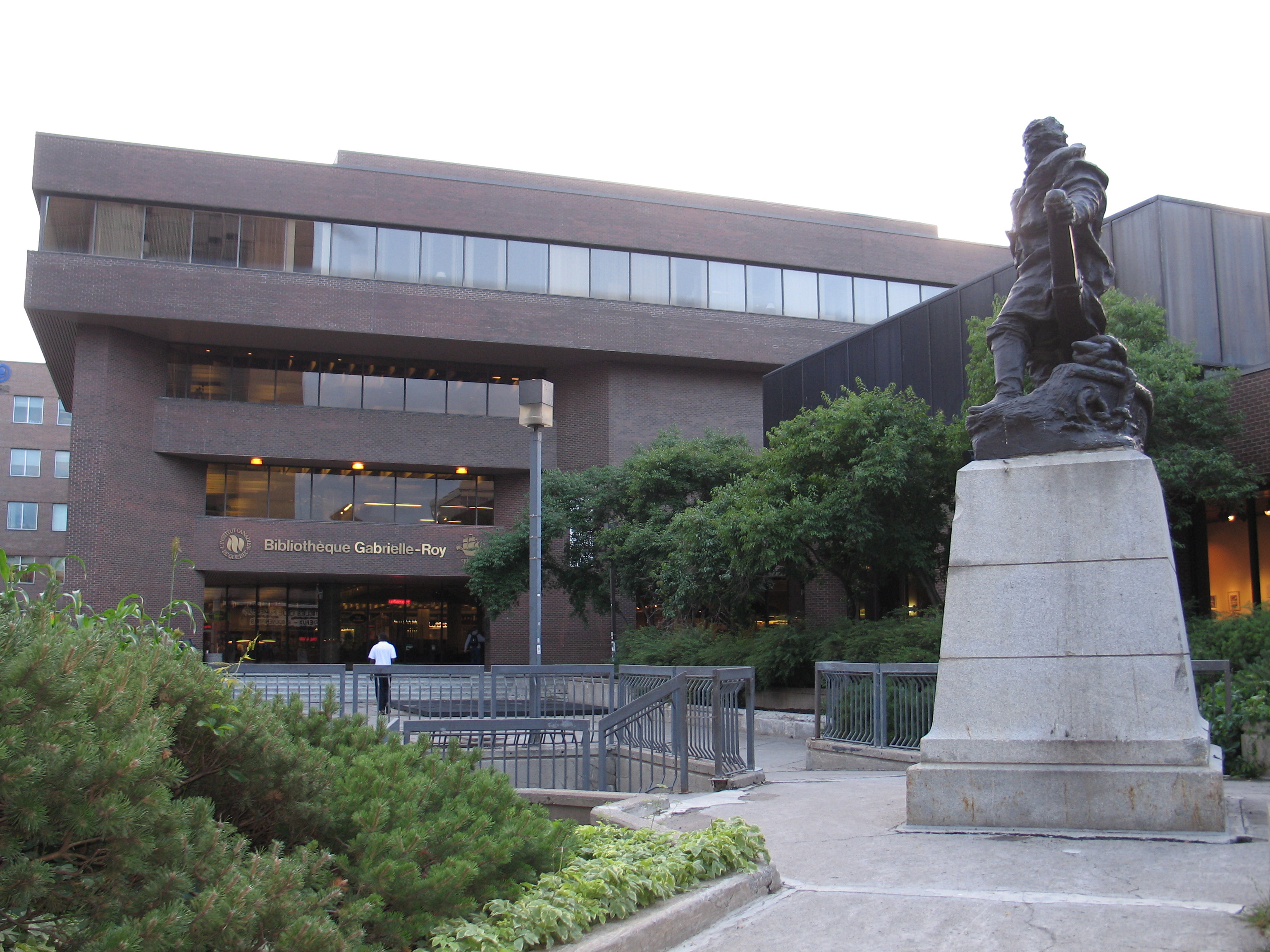
مكتبة غابرييل روي

- مكتبة غابرييل روي  (المكتبة الرئيسية) (سانت روش)
- مكتبة إعدادية جيسويت (سانت ساكرمان)
- مكتبة سانت جان باتيست (سانت جان باتيست)
- مكتبة كيبك القديمة (كيبك القديمة—الرأس الأبيض—التلة البرلمانية

## دائرة البحيرات
- مكتبة اليت مارشان[2] (فانييه)
- مكتبة جون باتيست دو بيرجي [3] (دي بيرجي لي سول)
- مكتبة لي سول (دي بيرجي لي سول)
- مكتبة مكتبة لوبرجنوف (نوفشاتيل شرق لوبورغ نوف)
- مكتبة سانت اندري (نوفشاتيل شرق لوبورغ نوف)

## دائرة سانت فوي سيلفري
- مكتبة شارل هنري [4] (سيلفري)
- مكتبة مونيك كوريفو (سانت لويس (كيبك)

## دائرة شارل سبورغ
- مكتبة شارل سبورغ
- نقطة الخدمات Bon-Pasteur (نوتر دام دي لورونتيد)
- نقطة الخدمات الحديقة

## دائرة بوبور
- مكتبة ايتيين بارنت
- مكتبة طريق روي

## دائرة ليموالو
- مكتبة كاناديير (ميزيري)
- مكتبة سانت البرت (ليري)
- مكتبة سانت شارل (ليموالو القديم)

## دائرة سانت شارل العالية
- مكتبة كريستين بويي (مدينة لوريت)
- مكتبة دي شاتيل (مدينة لوريت)
- مكتبة عباد الشمس (بحيرة سانت شارل)

## دائرة لوروسيان

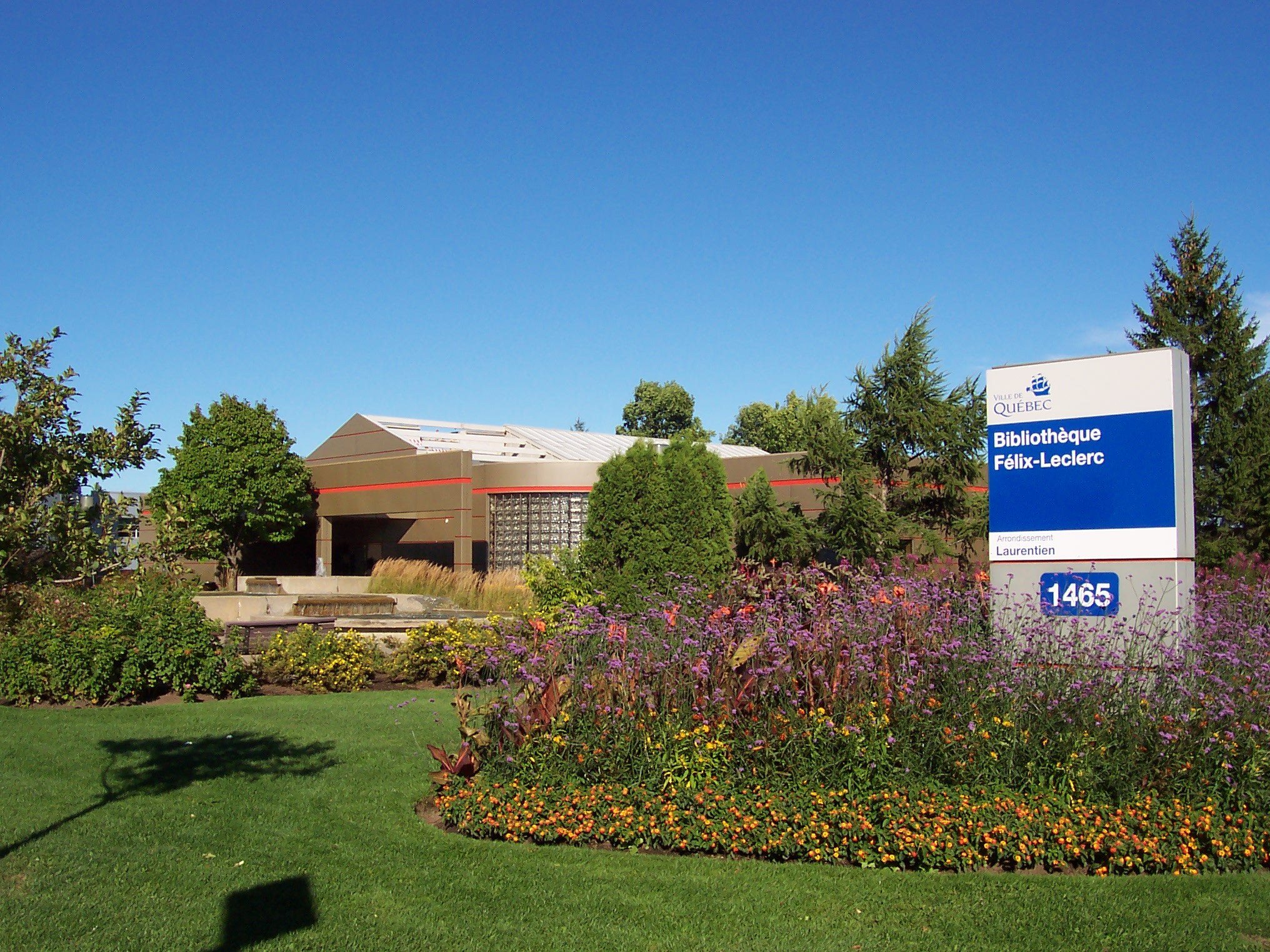
مكتبة فلكس لوكليرك قبل تكبيرها في 2008

- مكتبةفلكس لوكليرك (فال بيلير)
- مكتبةروجر لوملان (الرأس الأحمر)
- نقطة خدمات شمبينيي (حي المطار)

## وصلات داخلية
مكتبة غابرييل روي
مدينة كيبك

## وصلات خارجية
شبكة مكتبات كيبك
مكتبة غابرييل روي